# Dinagat Islands

Dinagat Islands na mapie Filipin

Dinagat Islands – prowincja na Filipinach, położona na wyspie Dinagat po północno-wschodniej stronie wyspy Mindanao.
Wyspa Dinagat od północnego do południowego krańca ma około 60 km długości i jest położona na południe od Zatoki Leyte. Na zachodzie poprzez cieśninę Surigao graniczy z prowincją Southern Leyte na wyspie Leyte. Na południu znajduje się prowincja Surigao del Norte na wyspie Mindanao. Od wschodu granicę wyznacza Morze Filipińskie.
Powierzchnia: 1036,34 km². Liczba ludności: 120 813 mieszkańców (2007). Gęstość zaludnienia wynosi 116,6 mieszk./km². Stolicą prowincji jest San Jose.